# Colias wiskotti
Colias wiskotti is een vlindersoort uit de familie van de Pieridae (witjes), onderfamilie Coliadinae.
Colias wiskotti werd in 1882 beschreven door Staudinger.